# Спенсер Трејси
Спенсер Трејси (енгл. Spencer Tracy; Милвоки, 5. април 1900 — Лос Анђелес, 10. јул 1967) је био амерички глумац. Двоструки је оскаровац (1937, 1938).
Током своје каријере, Трејси се појавио у 75 филмова и стекао репутацију међу вршњацима као један од највећих глумаца на екрану. Амерички филмски институт је 1999. Трејсија оценио као 9. највећу мушку звезду класичног холивудског биоскопа.

## Каријера
Рођен је у Милвокију, Висконсин, као други син Џона Едварда Трејсија, ирско-америчког католика и продавача камиона, и Каролине Браун, протестанткиње. Крштен је као Спенцер Бонавентура Трејси.
Трејсијеви деда и баба с очеве стране, Џон Трејси и Мери Гухин, рођени су у Ирској. Порекло његове мајке потиче од Томаса Стебинса, који је емигрирао из Енглеске крајем тридесетих година 17. века. Трејси је похађао шест средњих школа, почевши с Вауватосом 1915, а онда школу Светог Ивана за дечаке у Милвокију следеће године. Породица Трејси тада се преселила у Кансас Сити, Мисури. Очев посао није најбоље прошао у Кансас Ситију те се породица вратила у Милвоки шест месеци након одласка. Спенцер се уписао на Маркет академију, још једну језуитску школу, где је упознао колегу глумца Пата О’Брајана. Двојица су напустили школу у прољеће 1917. како би се пријавили у морнарицу, јер је Америка улазила у Први светски рат, али Трејси је остао у морнаричкој бази у Норфолку, Виргиниа током целог рата. Након тога је наставио своје средњошколско образовање у војној и морнаричкој академији у Лејк Џеневи, Висконсин, али је завршио школовање у другој школи у Милвокију у фебруару 1921.
Након похађања колеџа Рипон гдје се појавио у главној улози у представи Истина, одлучио је да се посвети глуми. Док је био на турнеји с глумачком дружином с Рипона, пријавио се и прихватио позив с Америчке академије драмских уметности у Њујорку. На Броадвеју се први пут појавио у улози робота у делу Карела Чапека, R.U.R. (1922), након чега је следило још пет представа на Бродвеју у двадесетима. Године 1923, оженио се с колегиницом глумицом Луиз Тредвел. Добили су двоје дјеце, Џона и Луиз (Сузи).
Неколико је година наступао у репертоарном позоришту у Мичигану, Канада, и Охију. Коначно, 1930, појавио се на Бродвеју у хит представи, The Last Mile. Режисер Џон Форд видео је Трејсија у тој представи и ангажирао га за филм Up the River за Fox Pictures. Убрзо су се он и његова породица преселили у Холивуд, где је снимио преко 25 филмова у пет година.
Године 1935, потписао је за Метро Голдвин Мајера. Освојио је Оскара за најбољег глумца две године узастопно, за филмове Капетан Храброст (1937) и Град дечака (1938).
Био је номинован и за филмове Сан Франциско (1936), Младин отац (1950), Лош дан у Блак Року (1955), Старац и море (1958), Наследи ветар (1960), Нирнбершки процес (1962) и постхумно за Погоди ко долази на вечеру (1967). Трејси и Лоренс Оливије с девет номинација деле рекорд по броју номинација за Оскара.
Године 1941. је Трејси започео везу с Кетрин Хепберн, чија су се оштроумност и ирски нагласак Нове Енглеске врло уклапали с Трејсијевим радничким мачизмом. Иако се разишао са својом женом, Луиз, био је католик те се никад није развео. Он и Хепберн су заједно снимили девет филмова.
Седамнаест дана након завршетка снимања свог последњег филма, Погоди ко долази на вечеру, с Хепберн, умро је од срчаног удара у својој 67. години.
Готово четрдесет година након његове смрти, Трејси се и даље сматра једним од најбољих глумаца својег времена. Могао је утелотворити јунака, негативца, или комичара и бити тако уверљив да публика помисли да је он уистину лик који глуми. Трејси је био један од најранијих холивудских „реалистичних” глумаца; његове изведбе не познају временске границе.

## Филмографија
| Улоге Спенсера Трејсија |                               |                              |       |                             |
| Година                  | Српски назив                  | Изворни назив                | Улога | Напомена                    |
| 1932.                   | 20 000 година у Синг Сингу    |                              |       | [ 9 ] [ 10 ]                |
| 1933.                   | Моћ и слава                   |                              |       |                             |
| 1936.                   | Бијес                         |                              |       |                             |
| 1936.                   | Сан Францисцо                 |                              |       |                             |
| 1937.                   | Капетан Храброст              |                              |       |                             |
| 1938.                   | Пробни пилот                  |                              |       |                             |
| 1938.                   | Град дечака                   |                              |       |                             |
| 1939.                   | Станли и Ливингстон           |                              |       |                             |
| 1940.                   | Северозападни пролаз          |                              |       |                             |
| 1940.                   | Петролеј                      |                              |       |                             |
| 1941.                   | Доктор Џекил и мистер Хајд    |                              |       |                             |
| 1942.                   | Жена године                   |                              |       |                             |
| 1942.                   | Кварт Тортиља                 |                              |       |                             |
| 1944.                   | Тридесет секунди изнад Токија |                              |       |                             |
| 1949.                   | Едwард, мој син               |                              |       |                             |
| 1949.                   | Адамово ребро                 |                              |       |                             |
| 1949.                   | Малезија                      |                              |       |                             |
| 1950.                   | Младин отац                   |                              |       |                             |
| 1951.                   | Народ против О’Харе           |                              |       |                             |
| 1952.                   | Пат и Мајк                    |                              |       |                             |
| 1953.                   | Глумица                       |                              |       |                             |
| 1955.                   | Лош дан у Блак Року           |                              |       |                             |
| 1956.                   | Планина                       |                              |       |                             |
| 1958.                   | Старац и море                 | The Old Man and the Sea      |       |                             |
| 1960.                   | Наследи ветар                 | Inherit the Wind             |       | [ 11 ] [ 12 ] [ 13 ]        |
| 1961.                   | Нирнбершки процес             | Judgment at Nuremberg        |       | [ 14 ] [ 15 ] [ 16 ]        |
| 1962.                   | Како је освојен Запад         | How the West Was Won         |       |                             |
| 1967.                   | Погоди ко долази на вечеру    | Guess Who's Coming to Dinner |       | [ 17 ] [ 18 ] [ 19 ] [ 20 ] |

## Процена и наслеђе
У 21. веку, Трејси је широј публици био најпознатији по повезаности са Кетрин Хепберн. Он и даље прима похвале филмских научника: критичар Леонард Малтин назива Трејсија „једним од најбољих глумаца 20. века“, док филмски историчар Џенин Бејсингер његову каријеру описује као „златни запис о филмским достигнућима“. Чарлс Матјус, пишући за Вашингтон пост, тврди да „Трејси заслужује да буде запамћен, као мајстор глумачке технике“.
Награда за изврсност у филмској глуми додељује се у Трејсијево име на Калифорнијском универзитету у Лос Ангелесу. Међу бившим добитницима УЦЛА награде Спенсер Трејси су Џејмс Стјуарт, Мајкл Даглас, Дензел Вошингтон, Том Хенкс, Ентони Хопкинс, Кирк Даглас и Морган Фриман.
Хепберн је водила документарни филм Пи-Би-Еса из 1986. године под називом Спенсер Трејсијево наслеђе. Тај филм обухвата исечке из Трејсијевих филмова, као и архивске снимке иза кулиса и кућне филмове из Трејсијевог приватног живота и каријере, као и недавно снимљене интервјуе са многим његовим бившим колегама, и са његовом ћерком Сузи Трејси. Трејси је 2009. године пружио инспирацију за лик Карла у Пиксаровом Оскаром награђеном филму До неба. Режисер Пит Доктер објаснио је да постоји „нешто слатко у вези с тим мрзовољним старцима“. Године 2014, најављен је филм о Трејсијевој вези са Кетрин Хепберн.